# Vlag van Graft-De Rijp

Vlag van de gemeente Graft-De Rijp
(2004-2015)

De vlag van Graft-De Rijp is op 9 september 2004 per raadsbesluit vastgesteld als de gemeentelijke vlag van de Noord-Hollandse gemeente Graft-De Rijp. De vlag kan als volgt worden beschreven:
In de broeking twee gegolfde banen van gelijke hoogte van geel en blauw, beladen met twee driebladige kronen van het een in het ander en met een hoogte van 1/5 van de vlaghoogte; in de vlucht vier gegolfde banen van groen, wit, zwart en rood met een hoogteverhouding 5:2:2:5.
Alle kleuren van het gemeentewapen zijn in de vlag opgenomen. De kronen uit het wapen van De Rijp symboliseren de twee voormalige gemeenten die hun welvaart aan het water, de aarde en de weiden ontleenden. Deze worden door de gegolfde banen voorgesteld.
Het gemeentelijk dundoek bleef tot 2015 in gebruik, op die dag is de gemeente opgegaan in de gemeente Alkmaar waardoor het gebruik hiervan als gemeentevlag is komen te vervallen.

## Verwante afbeelding

Wapen van Graft-De Rijp

Akersloot
· Andijk
· Anna Paulowna 
· Assendelft 
· Beemster 
· Bennebroek 
· Blokker 
· Broek in Waterland 
· Bussum 
· Callantsoog 
· Edam 
· Egmond 
· Egmond aan Zee 
· Egmond-Binnen 
· Graft-De Rijp 
· 's-Graveland 
· Haarlemmerliede en Spaarnwoude 
· Harenkarspel 
· Heerhugowaard 
· Hensbroek 
· Hoogwoud 
· Ilpendam 
· Jisp 
· Krommenie 
· Langedijk 
· Limmen 
· Marken 
· Midwoud 
· Monnickendam 
· Muiden 
· Naarden 
· Nederhorst den Berg 
· Nibbixwoud 
· Niedorp 
· Noorder-Koggenland 
· Obdam 
· Opperdoes 
· Schermer 
· Schermerhorn 
· Schoorl 
· Sint Maarten 
· Terschelling 
· Terschelling en Vlieland 
· Twisk 
· Venhuizen 
· Vlieland 
· Warmenhuizen
· Weesp
· Wervershoof 
· Wester-Koggenland 
· Westwoud 
· Westzaan 
· Wieringen 
· Wieringermeer 
· Wijdewormer 
· Wognum 
· Wormer 
· Wormerveer 
· Zaandam 
· Zaandijk 
· Zeevang 
· Zijpe